# Guxi, Chongqing
Guxi (kinesiska: 古溪) är en köping i sydvästra Kina. Den ligger i stadsdistriktet Tongnan i storstadsområdet Chongqing, omkring 110 kilometer nordväst om det centrala stadsdistriktet Yuzhong. Antalet invånare är 34 633. Befolkningen består av 17 361 kvinnor och 17 272 män. Barn under 15 år utgör 20,0 %, vuxna 15-64 år 61 %, och äldre över 65 år 17,0 %.